# Vuka Karadžića
La rue Vuka Karadžića (en serbe cyrillique : Вука Караџића), est une rue de Belgrade, la capitale de la Serbie, située dans la municipalité urbaine de Stari grad.
Elle doit son nom à Vuk Stefanović Karadžić (1787-1864), qui fut le grand réformateur de la langue littéraire serbe au XIXe siècle.

## Parcours
La rue Vuka Karadžića naît au niveau du Studentski trg, la « Place des étudiants » ; elle s'oriente vers le sud-est et traverse les rues Knez Mihajlova, Cara Lazara et Gračanička, avant d'atteindre la rue Čubrina et Topličin Venac.

## Architecture et culture

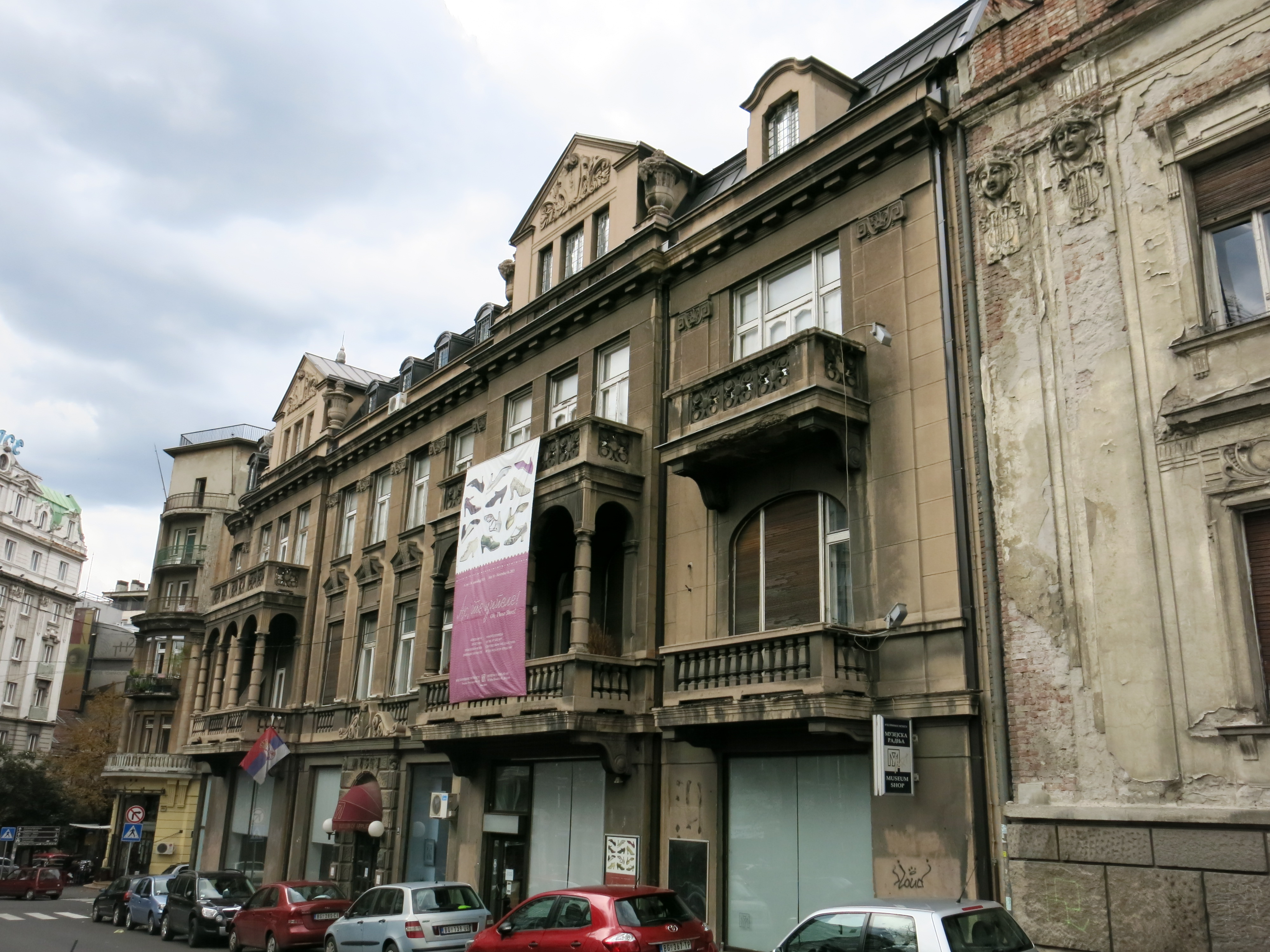
La maison de Jakov Čelebonović, au n° 18

La maison de Nikola Predić, située au n° 14, a été construite en 1871 dans un style mêlant l'académisme et l'Art nouveau ; en raison de son importance architecturale et historique, cet édifice figure sur la liste des monuments culturels protégés de la république de Serbie et sur la liste des biens culturels protégés de la ville de Belgrade. La maison de Jakov Čelebonović, situé au n° 18, a été construite entre 1927 et 1929 par l'architecte Mihailo Belić dans un style académique ; elle est aujourd'hui inscrite sur la liste des biens culturels de la ville de Belgrade. Depuis 1950, elle abrite le musée des arts appliqués de Belgrade.
Plusieurs galeries sont situées dans la rue, comme la Galerija 12+ (au n° 12), la Galerija Samos (n° 7) et la Galerija Vid (n° 7a).

## Économie
Eurobank EFG Beograd a son siège au n° 10 de la rue.